# Ada Moldovan
Ada Emilia Moldovan (n. Bahamet, 15 noiembrie 1983, în Focșani) este o handbalistă din România care joacă pentru CSM Deva pe postul de intermediar stânga. Ea a fost componentă a echipei naționale a României care a câștigat medalia de bronz la Campionatul European din 2010, desfășurat în Danemarca și Norvegia.

## Biografie
Ada Moldovan s-a născut la Focșani și a început să joace handbal la 11 ani. În clasa a cincea s-a transferat la Liceul cu Program Sportiv din Focșani, avându-l ca antrenor de handbal pe profesorul Radu Georgescu. Ca junioară, s-a clasat cu echipa sa pe locul trei la turneul final de la Zalău. La acest turneu, Popa Seviștean, antrenorul echipei CSM Sebeș, i-a propus un contract pe doi ani, iar Ada Moldovan a acceptat pe loc.
Pe 1 iunie 2005, în timp ce călătorea spre Sebeș în mașina viitorului ei naș de cununie, Ada Moldovan a suferit un grav accident de circulație pe DN1, în apropierea localității Scoreiu, fiind proiectată prin parbriz. Având contuzii, fractură la mâna stânga și probleme la organele interne, ea a fost operată de urgență, fiindu-i extirpată splina. Deși au existat temeri înainte de operație privind cariera Adei Moldovan, aceasta a fost externată din spital spre sfârșitul lunii iunie și și-a reluat antrenamentele cu echipa din Sebeș în luna iulie 2005.
La terminarea celor doi ani la Sebeș, Ada Moldovan s-a transferat la HCM Roman, unde a jucat timp de patru ani. Cu echipa din Roman a ajuns până în semifinalele Cupei Challenge, în 2007.
În 2008, ea s-a transferat la echipa HC Dunărea Brăila. În același an, ea a obținut cu echipa României medalia de bronz la Campionatul Mondial Universitar. În 2009, Moldovan a participat cu naționala României la Cupa Mondială din Danemarca, unde a câștigat medalia de aur, și s-a clasat pe locul 8 la Campionatul Mondial din China.
În 2010, Ada Moldovan a făcut parte din echipa României care a obținut medalia de bronz la Campionatul European de Handbal Feminin. La sfârșitul sezonului 2015-2016, s-a transferat la CS Măgura Cisnădie. Îb 2020, ea s-a transferat la SCM Gloria Buzău, iar în 2021 s-a transferat la CSM Deva.
Ada Moldovan este de trei ori câștigătoare a Trofeului Simona Arghir Sandu. În 2011, Consiliul Local Sebeș a decis să-i acorde titlul de Cetățean de Onoare pentru activitatea ei la CSM Sebeș, între 2002-2004.

## Viața personală
Ada Moldovan este căsătorită și are un băiat, Raul.
Ea este absolventă a Academiei Naționale de Educație Fizică și Sport și studentă la Facultatea de Drept din Sibiu.

## Palmares
Echipa națională
- Campionatul European:
  -  Medalie de bronz: 2010
- Campionatul Mondial Universitar:
  -  Medalie de bronz: 2008

Club
- Cupa Cupelor:
  - Turul 4: 2010
  - Turul 3: 2014

- Liga Europeană:
  - Turul 3: 2021

- Cupa EHF:
  - Optimi: 2011, 2015
  - Grupe: 2019, 2020
  - Turul 3: 2013
  - Turul 2: 2009

- Cupa Challenge:
  - Semifinalistă: 2007

- Liga Națională:
  -  Medalie de bronz: 2009, 2014, 2018

- Cupa României:
  -  Medalie de bronz: 2020
  - Semifinalistă: 2011, 2013, 2014

## Performanțe individuale
- Cea mai bună marcatoare a Ligii Naționale (Trofeul Simona Arghir Sandu): 2008, 2009, 2010[4][15]

## Statistică goluri și pase de gol
Conform Federației Române de Handbal, Federației Europene de Handbal și Federației Internaționale de Handbal:
| Sezon              | Echipă | Goluri |
| ------------------ | ------ | ------ |
|                    |        |        |
| 2007-08            |        |        |
| HCM Roman          | 231    |        |
|                    |        |        |
| 2008-09            |        |        |
| HC Dunărea Brăila  | 235    |        |
|                    |        |        |
| 2009-10            |        |        |
| HC Dunărea Brăila  | 244    |        |
|                    |        |        |
| 2010-11            |        |        |
| HC Dunărea Brăila  | 230    |        |
|                    |        |        |
| 2011-12            |        |        |
| HC Dunărea Brăila  |        |        |
|                    |        |        |
| 2012-13            |        |        |
| HC Dunărea Brăila  | 64     |        |
|                    |        |        |
| 2013-14            |        |        |
| HC Dunărea Brăila  | 152    |        |
|                    |        |        |
| 2014-15            |        |        |
| HC Dunărea Brăila  | 208    |        |
|                    |        |        |
| 2015-16            |        |        |
| HC Dunărea Brăila  | 97     |        |
|                    |        |        |
| 2016-17            |        |        |
| CS Măgura Cisnădie | 158    |        |
|                    |        |        |
| 2017-18            |        |        |
| CS Măgura Cisnădie | 152    |        |
|                    |        |        |
| 2018-19            |        |        |
| CS Măgura Cisnădie | 148    |        |
|                    |        |        |
| 2019-20            |        |        |
| CS Măgura Cisnădie | 98     |        |
|                    |        |        |
| 2020-21            |        |        |
| SCM Gloria Buzău   | 18     |        |

| Sezon                                 | Echipă    | Goluri |
| ------------------------------------- | --------- | ------ |
|                                       |           |        |
| 2010-11                               |           |        |
| HC Dunărea Brăila                     | 17        |        |
|                                       |           |        |
| 2012-13                               |           |        |
| HC Dunărea Brăila                     | 13        |        |
|                                       |           |        |
| 2013-14                               |           |        |
| HC Dunărea Brăila                     |           |        |
|                                       |           |        |
| 2014-15                               |           |        |
| HC Dunărea Brăila                     | 9         |        |
|                                       |           |        |
| 2015-16                               |           |        |
| HC Dunărea Brăila                     | 3         |        |
|                                       |           |        |
| 2016-17                               |           |        |
| CS Măgura Cisnădie                    | 6         |        |
|                                       |           |        |
| 2017-18                               |           |        |
| CS Măgura Cisnădie                    | 3         |        |
|                                       |           |        |
| 2018-19                               |           |        |
| CS Măgura Cisnădie                    | 42        |        |
|                                       |           |        |
| 2019-20                               |           |        |
| CS Măgura Cisnădie / SCM Gloria Buzău | 5 / 4 (9) |        |
|                                       |           |        |
| 2020-21                               |           |        |
| CSM Deva                              | 1         |        |

| Ediția      | Echipă | Goluri | Pase de gol |
| ----------- | ------ | ------ | ----------- |
|             |        |        |             |
| Italia 2008 |        |        |             |
| România     |        |        |             |

| Ediția                     | Echipă | Goluri | Pase de gol |
| -------------------------- | ------ | ------ | ----------- |
|                            |        |        |             |
| Danemarca și Norvegia 2010 |        |        |             |
| România                    | 2      | 2      |             |

| Ediția     | Echipă | Goluri | Pase de gol |
| ---------- | ------ | ------ | ----------- |
|            |        |        |             |
| China 2009 |        |        |             |
| România    | 17     | 7      |             |

| Sezon             | Echipă | Goluri |
| ----------------- | ------ | ------ |
|                   |        |        |
| 2009-10           |        |        |
| HC Dunărea Brăila | 25     |        |

| Sezon            | Echipă | Goluri |
| ---------------- | ------ | ------ |
|                  |        |        |
| 2020-21          |        |        |
| SCM Gloria Buzău | 1      |        |

| Sezon              | Echipă | Goluri |
| ------------------ | ------ | ------ |
|                    |        |        |
| 2008-09            |        |        |
| HC Dunărea Brăila  | 20     |        |
|                    |        |        |
| 2010-11            |        |        |
| HC Dunărea Brăila  | 50     |        |
|                    |        |        |
| 2012-13            |        |        |
| HC Dunărea Brăila  | 20     |        |
|                    |        |        |
| 2014-15            |        |        |
| HC Dunărea Brăila  | 21     |        |
|                    |        |        |
| 2018-19            |        |        |
| CS Măgura Cisnădie | 74     |        |
|                    |        |        |
| 2019-20            |        |        |
| CS Măgura Cisnădie | 50     |        |

| Sezon     | Echipă | Goluri |
| --------- | ------ | ------ |
|           |        |        |
| 2006-07   |        |        |
| HCM Roman | 34     |        |